# Brigitte Hipfl

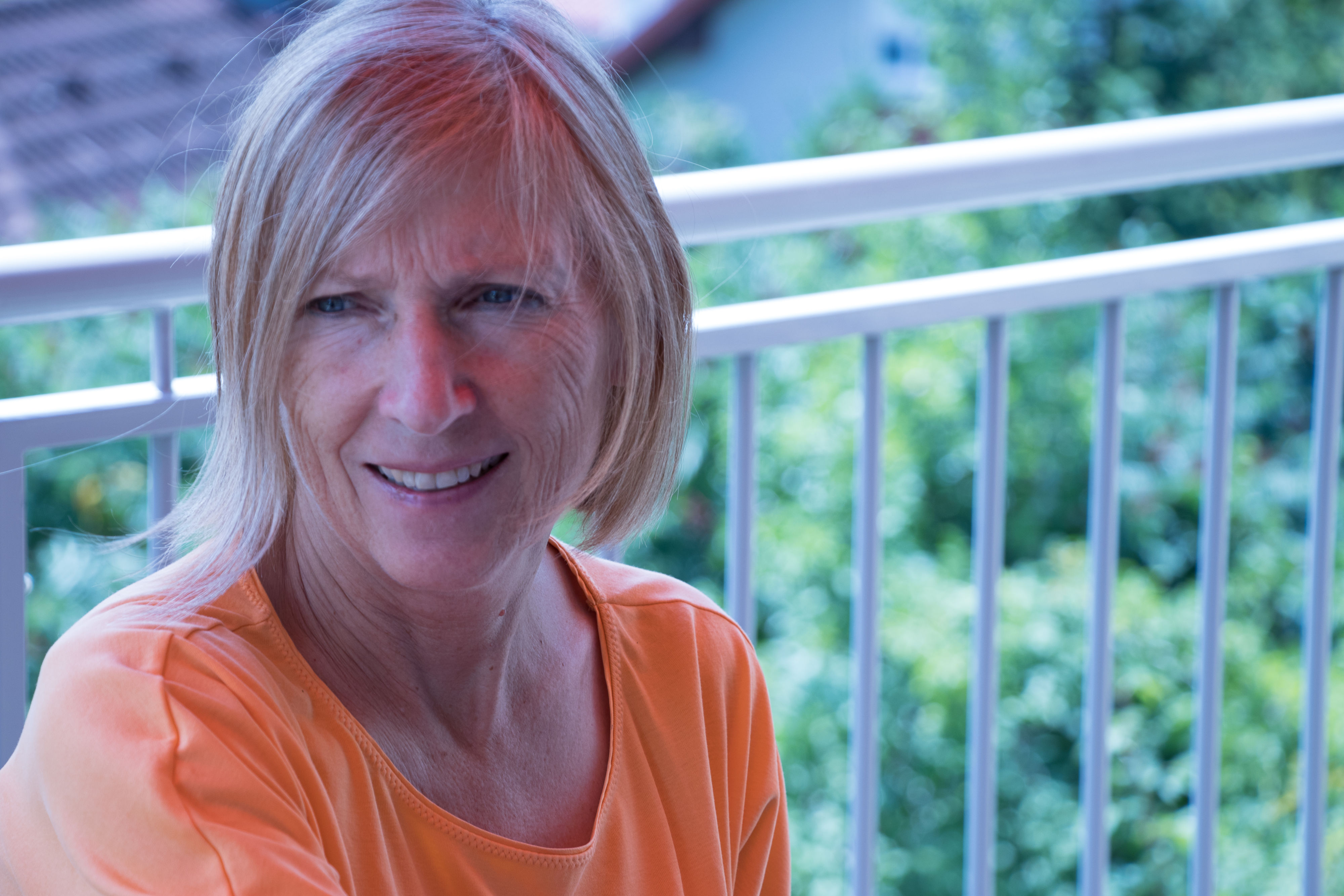
Brigitte Hipfl (2020)

Brigitte Hipfl (* 1954 in Klagenfurt) ist eine österreichische Medien- und Kulturwissenschaftlerin. Ihre Forschungsschwerpunkte sind Gender Media Studies, Subjektivierungsprozesse, affektive Arbeit von Medien und postkoloniales Europa.

## Biografie
Brigitte Hipfl maturierte 1972 am Musisch-Pädagogischen Bundesrealgymnasium in Wolfsberg, studierte anschließend Psychologie und Pädagogik an der Universität Graz und schloss das Studium mit der Dissertation bei Erich Mittenecker zu Aggressivität im Rahmen eines dreimodalen Persönlichkeitsmodells 1980 ab.
Es folgten die Ausbildung in non-direktiver Gesprächstherapie (1980–1982) sowie ein psychotherapeutisches Praktikum am Kriseninterventionszentrum Graz (Herbst 1980).
Seit 1981 forschte und lehrte Hipfl am Institut für Medien- und Kommunikationswissenschaften der Alpen Adria Universität Klagenfurt, nach ihrer Habilitation über Subjekt der Medien von 1999 bis 2019 als a.o. Professorin für Medienwissenschaft. Seither lehrt sie am Universitätszentrum für Frauen- und Geschlechterstudien (UZFG) der Universität Klagenfurt.
2020 erhielt sie den Ehrenring für Verdienste im Zusammenhang mit der Entwicklung und Ausgestaltung der Universität Klagenfurt.
Forschungsaufenthalte führten sie u. a. an die Washburn University, Topeka, Kansas, USA (Fulbright Scholar-in-Residence, August bis Dezember 1988) und an die University of Alberta, Edmonton, Kanada (Visiting Scholar am Department of Secondary Education, September 1997 bis Februar 1998). Hipfl hatte auch die Maria-Goeppert-Mayer-Gastprofessur für internationale Frauen- und Geschlechterforschung an der Universität Lüneburg inne.
Brigitt Hipfl war Mitglied der Frauenredaktion der Zeitschrift Argument und von 2003 bis 2005 sowie von 2015 bis 2017 war sie Vorsitzende der Österreichischen Gesellschaft für Kommunikationswissenschaft (ÖGK).
Ihre Forschungsschwerpunkte sind Cultural Studies, Gender Media Studies, Subjektivierungsprozesse, affektive Arbeit von Medien, postkoloniales Europa und Medienbildung.

## Publikationen (Auswahl)

### Beiträge und Artikel
- „Die Frau möge schweigen...“ Frauenrolle und Kommunikationsverhalten. In: Communications. Band 14, Nr. 3, Januar 1988, doi:10.1515/comm.1988.14.3.39.
- Kabel – Kinder: Zur Auswirkung des Kabelfernsehens auf die Mediennutzung von Kindern und Jugendlichen. In: MedienJournal. Band 12, Nr. 1, Januar 1988, S. 32–40, doi:10.24989/medienjournal.v12i1.910.
- Inszenierungen des Begehrens: Zur Rolle der Fantasien im Umgang mit Medien. In: Kultur, Medien, Macht: Cultural Studies und Medienanalyse. Westdeutscher Verlag, Opladen 1997, S. 143–159.
- Medienbezogene Alltagsforschung: Erinnerungsarbeit, Cultural Studies, Interpassivität. In: MedienJournal. Band 26, Nr. 4, Oktober 2002, S. 43–52, doi:10.24989/medienjournal.v26i4.415.
- Lakunen der Kommunikationswissenschaft. In: MedienJournal. Band 26, Nr. 2, April 2002, S. 12–26, doi:10.24989/medienjournal.v26i2.425.
- Brigitte Hipfl: Inszenierungen des Begehrens: Zur Rolle der Fantasien im Umgang mit Medien. In: Kultur — Medien — Macht. Januar 2008, S. 139–153, doi:10.1007/978-3-531-91155-7_9.
- Brigitte Hipfl, Jasmin Kulterer: Dancing Stars – Ökonomie, Subjektformen und Affekte des Reality TV. In: Medienwelten im Wandel. Springer VS, Januar 2013, S. 183–197, doi:10.1007/978-3-531-19049-5_14.
- Brigitte Hipfl: Migratorische Kultur und Prekarität am Beispiel des Films »Import Export«. In: Nach der Migration. Postmigrantische Perspektiven jenseits der Parallelgesellschaft. transcript, Bielefeld 2014, S. 225–238, doi:10.14361/9783839425046.
- Brigitte Hipfl: Zur „affektiven Arbeit“ von Medien Herausforderungen für die Kommunikations- und Medienwissenschaft. In: MedienJournal. Band 38, Nr. 2, April 2014, S. 5–19, doi:10.24989/medienjournal.v38i2.98.
- In Bewegung - Überlegungen zu einem affektiv performativen Zugang in den Gender Media Studies. In: Medien, Öffentlichkeit und Geschlecht in Bewegung. transcript, Bielefeld 2014, S. 71–80, doi:10.14361/9783839419175.
- Kultur als Konflikt: Lektionen der Cultural Studies. In: Utta Isop, Viktorija Ratkovic, Werner Wintersteiner (Hrsg.): Spielregeln der Gewalt. transcript, Bielefeld 2015, S. 227–242, doi:10.14361/9783839411759-015.
- tschuschen:power – eine ermächtigende Fernsehserie? Diskurse und Affekte; Interventionen und Inventionen. In: Visuelle Medien. Klagenfurter Beiträge zur visuellen Kultur. Von Halem, Januar 2014, S. 275–283.
- Medialisierung und Sexualisierung als Assemblagen gegenwärtiger Kultur – Herausforderungen für eine (Medien)- Pädagogik jenseits von „moral panic“. In: Medialisierung und Sexualisierung. Oktober 2015, S. 15–32, doi:10.1007/978-3-658-06427-3_2.
- Subjekt und Begehren. In: Handbuch Cultural Studies und Medienanalyse. Springer VS, Wiesbaden April 2015, S. 275–283, doi:10.1007/978-3-531-19021-1_29.
- Debatte: Migration, Flucht Und Medien: Herausforderungen für Medien- und Kommunikationswissenschaftler_innen. In: MedienJournal. Band 40, Nr. 1, Januar 2016, S. 6–12, doi:10.24989/medienjournal.v40i1.34.
- Policing Crisis in Austrian Crime Fiction. In: Messy Europe, Crisis, Race, and Nation-State in a Postcolonial World (= Berghahn Books). De Gruyter, 2018, ISBN 978-1-78533-797-0, S. 148–170 (englisch).
- Affect in Media and Communication Studies: Potentials and Assemblages (= Media and Communication. Band 6(3):5). September 2018, doi:10.17645/mac.v6i3.1470 (englisch).
- Migrantinnen im Fernsehkrimi – Othering und Normalisierung von Prekarisierung. In: Kommunikationswissenschaftliche Gender Studies. Zur Aktualität kritischer Gesellschaftsanalyse. transcript, Dezember 2018, doi:10.1515/9783839438374-015.
- Media Literacy in Austria. In: The International Encyclopedia of Media Literacy. WILEY, 2019, doi:10.1002/9781118978238.ieml0141 (englisch).
- 13 Reasons Why : An Exploration of Youth Assemblages and Media Assemblages (= Journal of Research in Art Education. Band 20(1)). Januar 2019, S. 63–76, doi:10.20977/kkosea.2019.20.1.63 (englisch).
- Exploring Films‘ Potential for Convivial Civic Culture. In: Media and Participation in Post-Migrant Societies. Rowman & Littlefield, 2019, ISBN 978-1-78660-725-6, S. 61–77 (englisch).
- Tote Mädchen lügen nicht – Jugend-Medien-Kulturen als Assemblagen. In: Sara-Friederike Blumenthal, Stephan Sting, Jörg Zirfas (Hrsg.): Pädagogische Anthropologie der Jugendlichen. Beltz Juventa, 2020, ISBN 978-3-7799-6178-9 (beltz.de).
- Affekttheorie – Gender, Medien und die Politik von Affekten. In: Dorer, J., Geiger, B., Hipfl, B., Ratković, V. (Hrsg.): Handbuch Medien und Geschlecht. Springer VS, Wiesbaden 2023, S. 125–140, doi:10.1007/978-3-658-20707-6_11.
- Kollektive Erinnerungsarbeit – ein partizipativer, kritischer Forschungsansatz. In: Handbuch Medien und Geschlecht. Springer VS, Wiesbaden 2023, S. 245–259, doi:10.1007/978-3-658-20707-6_11.
- Feministische Rezeptionsforschung populärer Medien. In: Handbuch Medien und Geschlecht. Springer VS, Wiesbaden 2023, S. 349–368, doi:10.1007/978-3-658-20707-6_11.

### Beiträge und Artikel, gemeinsam mit anderen
- Brigitte Hipfl, Walter Schludermann: A Report on the Further Training of Teachers in Media Education. In: Journal of Educational Television. Band 11, Nr. 1, Januar 1985, S. 23–31, doi:10.1080/026074185011010404 (englisch).
- Klaus Boeckmann, Brigitte Hipfl: How Can We Learn about Children and Television? In: Journal of Educational Television. Band 13, Nr. 3, Januar 1987, S. 217–229, doi:10.1080/0260741870130304 (englisch).
- Brigitte Hipfl, Jan Jagodzinski: Medienkonsum – Fantasien – Identitätskonstruktionen. Eine Fallstudie zum Umgang Jugendlicher mit westlichen Fernsehangeboten in Tansania. In: MedienJournal. Band 21, Nr. 4, Oktober 1997, S. 58–71, doi:10.24989/medienjournal.v21i4.562.
- Brigitte Hipfl, Jan Jagodzinski: Youth Fantasies: Reading “The X-Files” Psychoanalytically. In: SIMILE Studies In Media & Information Literacy Education. Band 1, Nr. 2. University of Toronto Press, Mai 2001, S. 1–14, doi:10.3138/sim.1.2.002 (englisch).
- Brigitte Hipfl, Jan Jagodzinski: Kommissar Rex. The guarantor of the law. In: European Journal of Cultural Studies. Band 5, Nr. 1, Februar 2002, S. 69–89, doi:10.1177/1364942002005001157 (englisch).
- Brigitte Hipfl, Jasmin Kulterer: Greed, war, hope, love and friendship: Contemporary structures of feeling and the audience’s readings of broader themes in The Hobbit. In: MedienJournal. Band 13, Nr. 2, Januar 2016, S. 246–262 (englisch).
- Brigitte Hipfl, Jan Jagodzinski: Medienkonsum - Fantasien - Identitätskonstruktionen. In: MedienJournal. Band 21, Nr. 4, Mai 2017, S. 58–71, doi:10.24989/medienjournal.v21i4.562.
- Brigitte Hipfl, Elena Pilipets: Digital Youth Assemblages: Affective Entanglements of Sharing (Anti-)Selfies on Instagram. In: MedienJournal. Band 44, Nr. 2, November 2020, S. 19–32, doi:10.24989/medienjournal.v44i2.1948 (englisch).
- Anna Schober, Brigitte Hipfl: Einführung: Wir und die Anderen – Visuelle Kultur zwischen Aneignung und Ausgrenzung. In: Wir und die Anderen. Von Halem, Köln 2021, S. 9–27.
- Johanna Dorer, Brigitte Geiger, Brigitte Hipfl, Viktorija Ratkovic: Feministische Kommunikations- und Medienforschung: Rückblick – Ausblick. In: Handbuch Medien und Geschlecht. 2022, S. 1–15, doi:10.1007/978-3-658-20712-0_80-1.

### Herausgabe von Büchern
- Frigga Haug, Brigitte Hipfl (Hrsg.): Sündiger Genuß? Filmerfahrungen von Frauen. Argument, Hamburg 1995, ISBN 3-88619-236-9.
- Wilhelm Berger, Brigitte Hipfl, Kirstin Mertlitsch, Viktorija Ratkovic (Hrsg.): Kulturelle Dimensionen von Konflikten. Gewaltverhältnisse im Spannungsfeld von Geschlecht, Klasse und Ethnizität (= Kultur & Konflikt). transcript, 2014, ISBN 978-3-8394-1367-8, doi:10.14361/9783839413678.
- Brigitte Hipfl, Elisabeth Klaus, Uta Scheer (Hrsg.): Identitätsräume. Nation, Körper und Geschlecht in den Medien. Eine Topografie. transcript, 2015, ISBN 978-3-8394-0194-1.
- Anna Schober, Brigitte Hipfl (Hrsg.): Wir und die Anderen. Visuelle Kultur zwischen Aneignung und Ausgrenzung (= Klagenfurter Beiträge zur Visuellen Kultur. Band 7). Halem.
- Johanna Dorer, Brigitte Geiger, Brigitte Hipfl, Viktorija Ratkovic (Hrsg.): Handbuch Medien und Geschlecht. Perspektiven und Befunde der feministischen Kommunikations- und Medienforschung. Springer, Wiesbaden 2023.
- Brigitte Hipfl, Kristín Loftsdóttir (Hrsg.): Teaching "Race" with a Gendered Edge. ATGENDER and CEU Press, 2012, ISBN 978-6-15522505-5 (englisch).
- Kirstin Mertlitsch, Brigitte Hipfl, Verena Kumpusch, Pauline Roeseling (Hrsg.): Intersektionale Solidaritäten. Beiträge zur gesellschaftskritischen Geschlechterforschung. Barbara Budrich, Leverkusen 2024, ISBN 978-3-8474-2667-7.